# Indre Mission

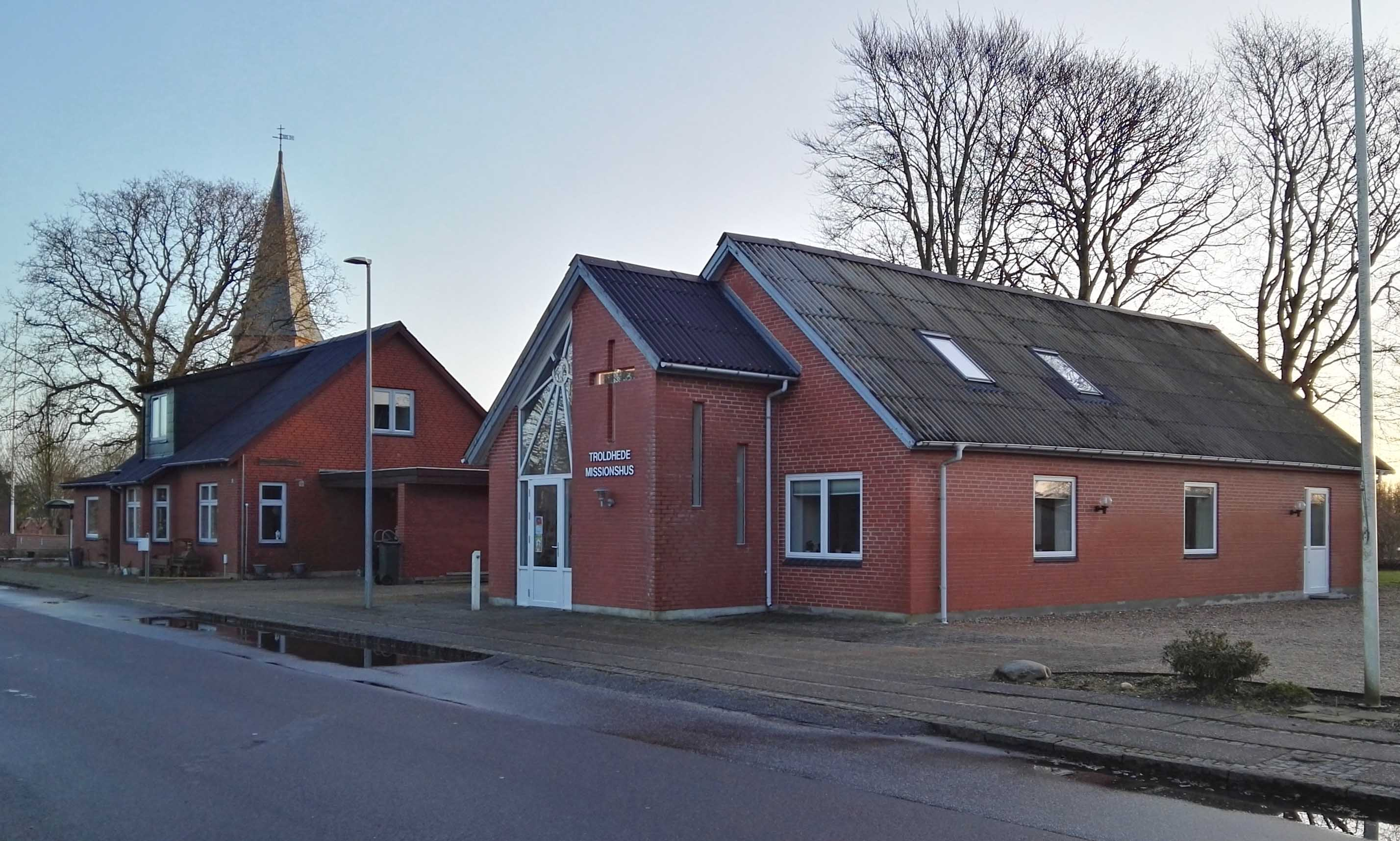
Troldhede Missionshus

Kirkelig Forening for den Indre Mission i Danmark (ofta enbart kallad Indre Mission) är en lågkyrklig, evangelisk-luthersk missionsorganisation inom den danska folkkyrkan.
Samlande gestalt var kyrkoherde Vilhelm Beck, från föreningens stiftelse den 13 september 1861 till dennes död 1901. 
Indre Mission uppstod som en pietistisk väckelserörelse som, i motsättning till upplysningstidens rationalistiska kristendomssyn, hävdade Guds ords och de lutherska bekännelseskrifternas auktoritet och poängterade vikten av ett radikalt personligt fromhetsliv. 
Indre Missions huvudsakliga verksamhet föregår i missionshus runt om i Danmark. Tidigare drev man även en rad missionshotell, som bland annat kännetecknades av att de inte sålde alkohol. Idag finns det bara två sådana missionshotell kvar, ett i Köpenhamn och ett i Svendborg. Däremot drivs fortfarande ett flertal sjömanshem av, den Indre Mission närstående, Indenlandsk Sømandsmission.